# نصري عصفورة
نصري خوان عصفورة زابلا (بالإسبانية: Nasry Asfura)‏ (ولد في 8 يونيو 1958) يعرف أيضاً باسم تيتو عصفورة هو سياسي هندوراسي من أصول فلسطينية,شغل منصب نائب الؤتمر الوطني الهندوراسي ممثلاً من الحزب الوطني عن مقاطعة فرانسيسكو مورازان, ويشغل حالياً منصب حاكم تيجوسيجالبا.